# Xosophara guttata
Xosophara guttata är en insektsart som beskrevs av Walker 1851. Xosophara guttata ingår i släktet Xosophara och familjen lyktstritar. Inga underarter finns listade i Catalogue of Life.